# Chancellerie des universités de Paris
La chancellerie des universités de Paris est une administration du ministère de l'Enseignement supérieur dans l'académie de Paris. Elle est donc analogue au rectorat de Paris pour l'enseignement supérieur. La chancellerie constitue un établissement public national, à caractère administratif doté de la personnalité morale et de l'autonomie financière, sous la tutelle du ministère chargé de l'Enseignement supérieur. Elle est chapeautée par un recteur délégué et un secrétariat général.
Elle a été créée en 1971 dans le sillage de la loi Faure de 1968 qui a démembré l'Université de Paris, en même temps que les chancelleries des universités dans les autres académies. Depuis 2021 elle est la seule chancellerie encore existante, les autres ayant été dissoutes.

## Fonctions
La chancellerie des universités de Paris assiste le recteur-chancelier dans la gestion des différentes universités de l'académie de Paris. Elle assure le contrôle a posteriori des actes de ces établissements, ainsi que de ceux des bibliothèques interuniversitaires de l'académie, notamment en ce qui concerne les investissements de l'État. À la suite du passage de l'autonomie, qui l'a dessaisie de la gestion des personnels universitaires, sa principale mission au quotidien est la gestion des biens des universités, notamment de leur patrimoine commun et indivis. Elle assure ainsi la gestion du complexe de la Sorbonne, de la Villa Finaly, du château de Ferrières (jusqu'en 2012), du domaine de Richelieu, de la bibliothèque littéraire Jacques Doucet et d'autres biens légués à l'ancienne université de Paris.
Du fait de la situation un peu particulière de l'Île-de-France, la chancellerie des universités de Paris a un ressort qui peut dépasser la seule académie de Paris pour englober, sur certaines affaires, les dix-sept universités de la région. Le ministre de tutelle peut également lui confier par arrêté la gestion des biens d'autres établissements publics, ce qui constitue un régime dérogatoire. Pour les mêmes raisons, son organisation est légèrement différente des autres chancelleries d'universités. Son conseil d'administration comporte un vice-chancelier, inexistant ailleurs, huit personnalités nommées par le ministre de tutelle au lieu des quatre accoutumés et il accueille de façon permanente le délégué régional des services fiscaux de la région, en plus du directeur régional des impôts. Lorsque le conseil délibère à propos des biens confiés à la chancellerie sous le régime dérogatoire de l'académie de Paris, les directeurs des établissements concernés sont également invités à y siéger.

## Localisation
Par l'ordonnance royale du 16 mai 1821, le siège du rectorat de l'académie de Paris a été fixé à perpétuité dans les locaux de la Sorbonne. La reconstruction de cette dernière à la fin du XIXe siècle a doté le recteur-chancelier de luxueux locaux situés dans le nord du bâtiment. Depuis sa création à la suite du démembrement de l'université de Paris, les services de la chancellerie occupent l'ensemble du palais académique, des bureaux à divers autres endroits du monument ainsi que de nombreux autres immeubles dans la ville de Paris.

## Récompenses

### Prix académiques solennels
La chancellerie des universités gère les diverses fondations attachées à l'ancienne université de Paris, en particulier celles qui donnent lieu à des prix académiques. Elle distribue ainsi tous les ans des prix solennels, dont le nombre et le montant varient suivant l'année. En 2010, elle a ainsi distribué cinquante prix de dix mille euros chacun. Ces dotations récompensent et encouragent des travaux de troisième cycle universitaire. Elles donnent lieu à une cérémonie solennelle dans le grand amphithéâtre de la Sorbonne au mois de décembre. Les prix solennels sont assis sur les legs suivants :
- Aguirre-Basualdo
- Marie-Louise Arconati-Visconti, dont les revenus sont toujours affectés à une recherche en sciences
- Mariette Bénabou, dont les revenus sont toujours affectés à une recherche en histoire moderne
- Georges Canat
- Nathalie Demassieux, dont les revenus sont toujours affectés à une recherche en sciences
- Louis Forest
- Kuntz-Chagniot, dont les revenus sont toujours affectés à une recherche en médecine
- Guy et Suzy Halimi, dont les revenus sont toujours affectés à une recherche en pneumologie
- André Isoré
- John Jaffé
- Georgette Mariani, dont les revenus sont toujours affectés à une recherche en droit de la mer
- Perrissin-Pirasset
- Maurice Picard
- Gaëtan Pirou
- Régnier
- Pierre Robin, dont les revenus sont toujours affectés à une recherche en médecine
- Eugénie de Rosemond
- Gustave Roussy, dont les revenus sont toujours affectés à une recherche en cancérologie
- Jeanne et Marie Rubinstein
- Schneider
- Duc de Richelieu

### Autres prix
En plus de ces récompenses solennelles, la chancellerie gère et attribue les revenus du legs Gaston Poix sous forme de subventions aux laboratoires de médecine des dix-sept universités d'Île-de-France. Elle octroie également des places assorties de bourses dans diverses institutions étrangères, comme la maison française d'Oxford ou l'université Waseda de Tokyo. Elle attribue enfin trois prix artistiques et littéraires, qui récompensent de jeunes artistes :
- le prix Henri-Hertz ;
- le prix Fénéon ;
- le prix Françoise Seligmann, contre le racisme.

## Recteur délégué
Le recteur est assisté dans son rôle de chancelier par un recteur délégué pour l'enseignement supérieur, la recherche et l'innovation. Ce poste porte son nom actuel depuis 2020 ; il a été auparavant appelé vice-chancelier de 1976 à 2020, et recteur adjoint jusqu'en 1976. Ce poste avait été créé en 1966 avant la création de la chancellerie en 1971.
Les recteurs adjoints, vice-chanceliers et recteurs délégués ont été successivement,, :
| Nom                     | Décret de nomination | Décret de nomination |
| ----------------------- | -------------------- | -------------------- |
| Recteurs adjoints       |                      |                      |
| Henri Gauthier          | 1er juillet 1966     | [ a ]                |
| Claude Chalin           | 1er février 1967     | [ b ]                |
| Jacques Bompaire        | 30 mai 1969          | [ c ]                |
| Raymond Weil (d)        | 23 juin 1970         | [ d ]                |
| Jean-Louis Bruch (d)    | 9 avril 1971         | [ e ]                |
| Vice-chanceliers        |                      |                      |
| Jean-Louis Sourioux (d) | 19 octobre 1976      | [ f ]                |
| Daniel Laurent          | 28 juin 1978         | [ g ]                |
| Danièle Blondel (d)     | 5 août 1981          | [ h ]                |
| Jacques Georgel (d)     | 2 mars 1982          | [ i ]                |
| Christian Gras (d)      | 10 octobre 1984      | [ j ]                |
| Francis Balle           | 29 juillet 1986      | [ k ]                |
| Marc Javoy (d)          | 31 mai 1989          | [ l ]                |
| Maurice Garden          | 26 février 1993      | [ m ]                |
| Daniel Vitry (d)        | 11 octobre 1993      | [ n ]                |
| Alain Dubrulle (d)      | 11 février 1999      | [ o ]                |
| Jean-Dominique Lafay    | 31 décembre 2002     | [ p ]                |
| Pierre Grégory          | 23 mai 2005          | [ q ]                |
| Édouard Husson          | 2 août 2010          | [ r ]                |
| Marie-Laure Coquelet    | 4 octobre 2012       | [ s ]                |
| Stefano Bosi            | 16 février 2018      | [ t ]                |
| Recteurs délégués       |                      |                      |
| Simone Bonnafous        | 5 février 2020       | [ u ]                |
| Bénédicte Durand (d)    | 8 décembre 2021      | [ v ]                |
| Olivier Ginez (d)       | 13 septembre 2023    | [ w ]                |
| Isabelle Prat           | 16 juillet 2024      | [ x ]                |

## Critiques
Dans son rapport public annuel publié en février 2014, la Cour des comptes recommande la suppression de la chancellerie des universités de Paris, qu'elle considère être « un gestionnaire de patrimoine inefficace » et « un opérateur de l’État inutile ».

La Cour conclut ainsi : 

« À l’issue de ses contrôles successifs, la Cour avait recommandé la suppression des chancelleries des universités, à l’exception des plus importantes d’entre elles, notamment celle de Paris. Le contrôle effectué en 2012–2013 conduit à remettre en cause l’existence même de la Chancellerie des universités de Paris. Cet établissement public n’a pas démontré sa capacité à administrer efficacement les biens immobiliers qui lui étaient confiés, et sa gestion, malgré des améliorations ponctuelles, a continué de souffrir de nombreuses carences. Le positionnement de la Chancellerie est devenu anachronique tant par rapport à l’État que vis-à-vis des universités dont l’autonomie est aujourd’hui renforcée. Le système actuel doit donc laisser la place à une nouvelle organisation qui pourrait être fondée sur deux principes : 
− assurer en priorité une valorisation efficace du patrimoine indivis au bénéfice des universités qui en sont propriétaires, sans craindre de céder la plupart des actifs immobiliers et de mettre fin à l’indivision ; 
− confier aux services du rectorat les missions effectuées actuellement par l’établissement public pour le compte de l’État. En conséquence, la Cour recommande de supprimer l’établissement public de la Chancellerie des universités de Paris. »

L'existence de cet organe de l'Etat pourrait être remise en cause à très court terme. Dans son discours de politique générale du 14 janvier 2025, le Premier ministre François Bayrou s’interroge : « Est‑il nécessaire que plus de 1 000 agences, organes ou opérateurs exercent l’action publique ? Nous connaissons le rôle précieux de plusieurs d’entre eux, comme France Travail. Mais ces 1 000 agences ou organes, sans contrôle démocratique réel, constituent un labyrinthe dont un pays rigoureux peut difficilement se satisfaire. »